# Сарџент (Небраска)
Сарџент (енгл. Sargent) град је у америчкој савезној држави Небраска.

## Демографија
По попису из 2010. године број становника је 525, што је 124 (-19,1%) становника мање него 2000. године.
| Група             | 2000.       | 2010.       |
| Белци             | 626 (96,5%) | 512 (97,5%) |
| Афроамериканци    | 0 (0,0%)    | 3 (0,6%)    |
| Азијати           | 2 (0,3%)    | 1 (0,2%)    |
| Хиспаноамериканци | 14 (2,2%)   | 8 (1,5%)    |
| Укупно            | 649         | 525         |